# Eliášovský les
Eliášovský les este o arie protejată (arie specială de conservare — SAC, sit de importanță comunitară — SCI) din Slovacia întinsă pe o suprafață de 30,64 ha, integral pe uscat.

## Localizare
Centrul sitului Eliášovský les este situat la coordonatele 48°06′56″N 17°30′14″E / 48.115604°N 17.504021°E.

## Înființare
Situl Eliášovský les a fost declarat sit de importanță comunitară în aprilie 2004 pentru a proteja 1 specie de animale. Situl a fost protejat și ca arie specială de conservare în martie 2004.

## Biodiversitate
Situată în ecoregiunea panonică, aria protejată conține 2 habitate naturale: Păduri stepice euro-siberiene cu Quercus spp., Păduri mixte riverane de Quercus robur, Ulmus laevis și Ulmus minor, Fraxinus excelsior sau Fraxinus angustifolia, de-a lungul marilor râuri (Ulmenion minoris).
La baza desemnării sitului se află o specie protejată de  mamifere: vidră de râu (Lutra lutra).
Pe lângă speciile protejate, pe teritoriul sitului au mai fost identificate 1 specie de amfibieni.